# Kónya Péter (politikus)

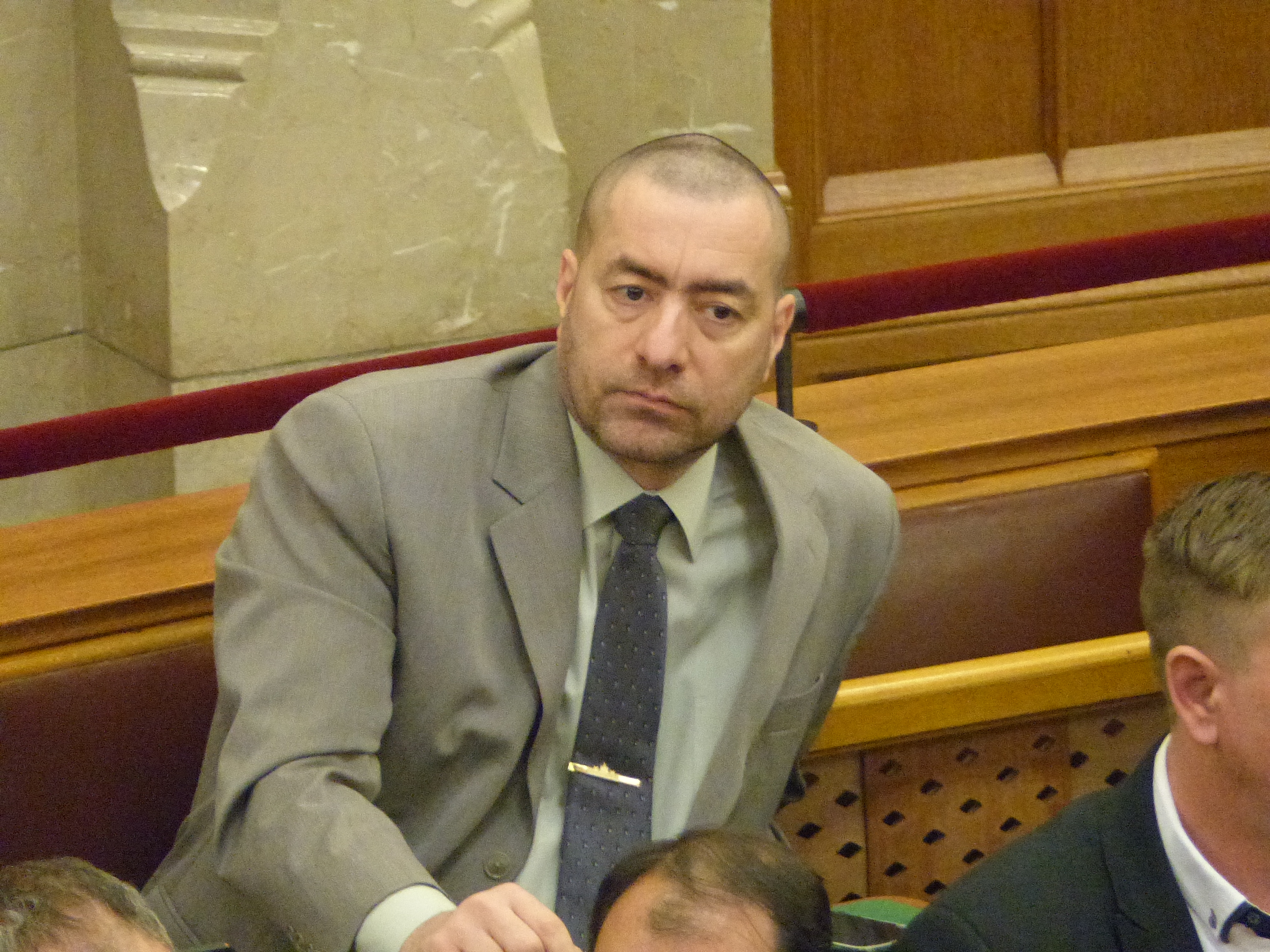
Kónya Péter a parlamentben

Kónya Péter (Miskolc, 1969. február 19. –) katonai újságíró, politikus, Liga Szakszervezetek volt társelnöke, az Együtt alapítója, Szolidaritás korábbi elnöke, országgyűlési képviselő 2014 és 2018 között.

## Magánélete
Elvált, egy gyermeke van.

## Tanulmányai
1983-tól 1987-ig a budapesti I. István Gimnáziumban tanult, itt is érettségizett. 1987-91-ig és 1993-94-ig Ukrajnában végezte egyetemi tanulmányait a Lvivi Állami Műszaki Egyetemen, diplomát a Katonai Tanszék katonai újságíró szakán szerzett. 1991-92 között a Magyar Újságírók Országos Szövetsége Bálint György Újságíró Iskola, újságírói szakát is elvégezte.

## Katonai, szakszervezeti, politikai pályafutása
1987-2012 között hivatásos katona volt, 1991-ben honvédtisztté avatták. 2012-ben alezredes volt, amikor leszerelték a Magyar Honvédségtől. 1994-1998 között a Magyar Honvéd című katonai hetilap szerkesztője volt.
1998-ban a Fegyveres és Rendvédelmi Dolgozók Érdekvédelmi Szövetségének (FRDÉSZ) elnökévé választották, azonban 2011. december 1-én lemondott a tisztségről.
2005-2008-ig a Liga Szakszervezetek társelnökeként is tevékenykedett.
2011. október 1-én Kónya és kilenc magánszemély (köztük Árok Kornél) megalapította a Magyar Szolidaritás Mozgalmat (röviden: Szolidaritás), aminek az egyik társelnökévé választották Kónyát, aki ezt a tisztséget 2013-ig töltötte be, mert utána már a mozgalom elnöke lett. A mozgalom 2013. szeptember 29-én került a média középpontjába, amikor a mozgalom által szervezett tüntetésen ledöntötték Orbán Viktor hungarocellből készült szobrát, aminek a letört fejét Dopeman többször a magasba emelte és többen rugdalták is.
Kónya 2013. március 12-től a Bajnai által létrehozott Együtt egyik alapítója és társelnöke, 2014 őszéig, amikor a Szolidaritás kilépett az Együttből.
A 2014-es magyarországi országgyűlési választás-on Kónya az MSZP–Együtt–DK–PM–MLP pártszövetség közös listáján a 16. helyett szerezte meg, és mandátumot szerzett az országgyűlésbe. Kónya a parlamentben független képviselő, mert nem ült be egyik frakcióba sem. 2015 októberében elmondta, hogy kiválik az Együtt-ből és a Szolidaritásból is, és új pártot fog alapítani. A 2018-as magyarországi országgyűlési választáson sem egyéni képviselőként sem párt listán nem indult, ezért mandátumot sem szerzett.
2019-ben Velembe költözött, ahol italboltot és lottózót üzemeltet.